# Acessório de cabeça

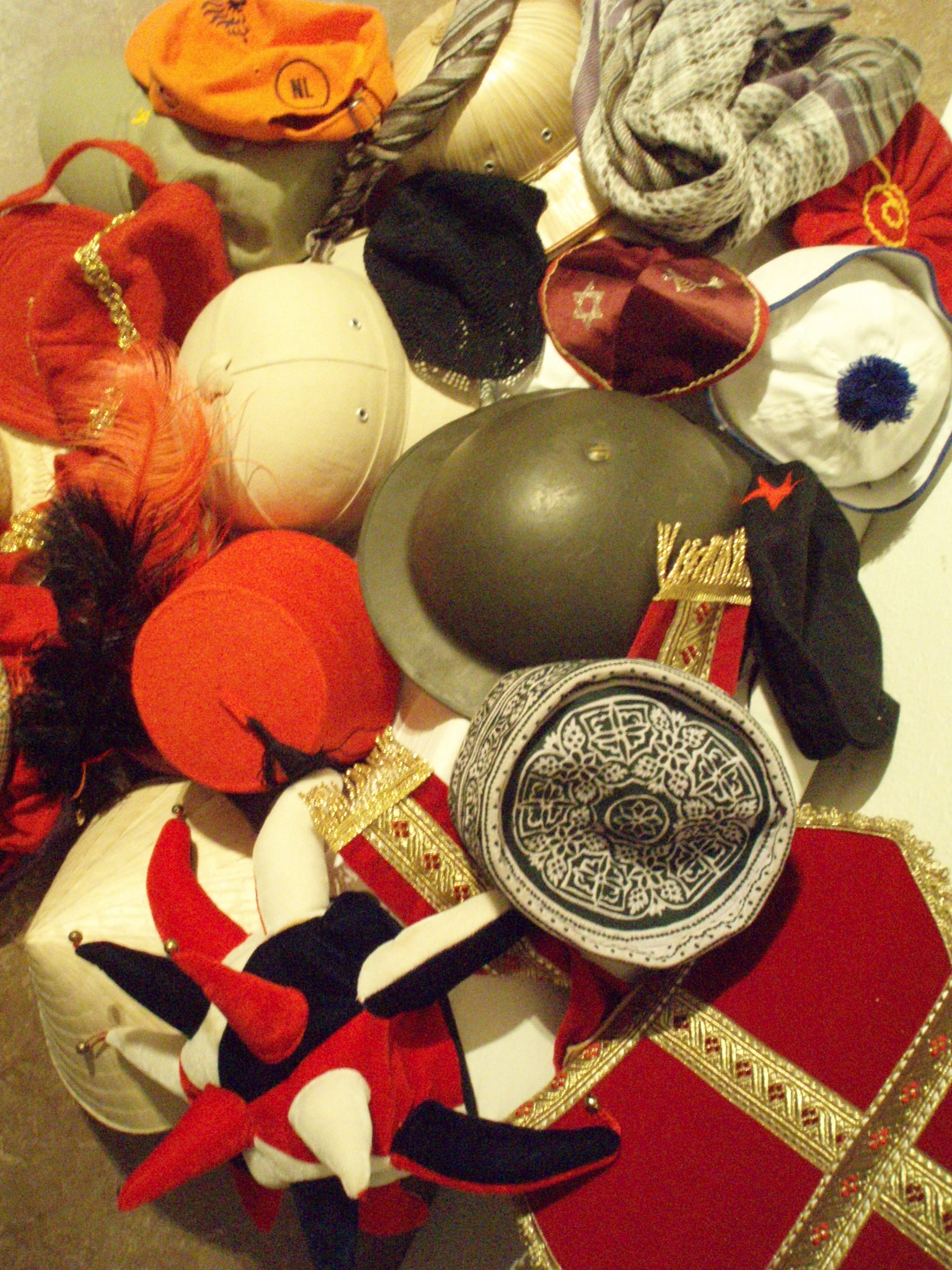
Uma coleção de acessórios de cabeça

Acessórios de cabeça incluem qualquer elemento de roupa que é usado na cabeça, incluindo chapéus, capacetes, turbantes e muitos outros tipos. É usado para muitos propósitos, incluindo proteção contra os elementos, decoração ou por motivos religiosos ou culturais, incluindo convenções sociais.

## Finalidades

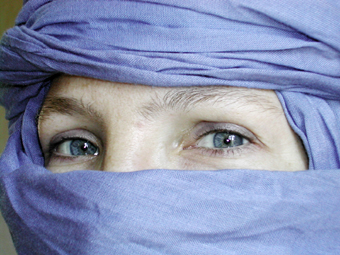
Um litham, usado no Saara como proteção contra vento e areia

### Proteção ou defesa
O arnês pode ser usado para proteção contra o frio (como o tuque canadense), calor, chuva e outras precipitações, brilho, queimaduras solares, insolação, poeira, contaminantes etc. Capacetes são usados para proteção em batalha ou contra impactos, por exemplo, ao andar de bicicleta ou veículos motorizados. Há também chapéus que são usados para se proteger do frio.

### Moda
Os acessórios de cabeça podem ser artigos de moda, geralmente chapéus, bonés ou capuzes. A cartola de seda preta do homem formal era anteriormente uma parte indispensável do terno, e os chapéus femininos, ao longo dos anos, atingiram um número fantástico de formas, desde imensas confecções até não mais do que alguns pedaços de tecido e enfeites empilhados em cima de a cabeça. Alguns chapéus, como o Deep Blue Sea, são mais obras de arte do que itens práticos de moda e podem valer milhares ou milhões de dólares.

### Significado religioso

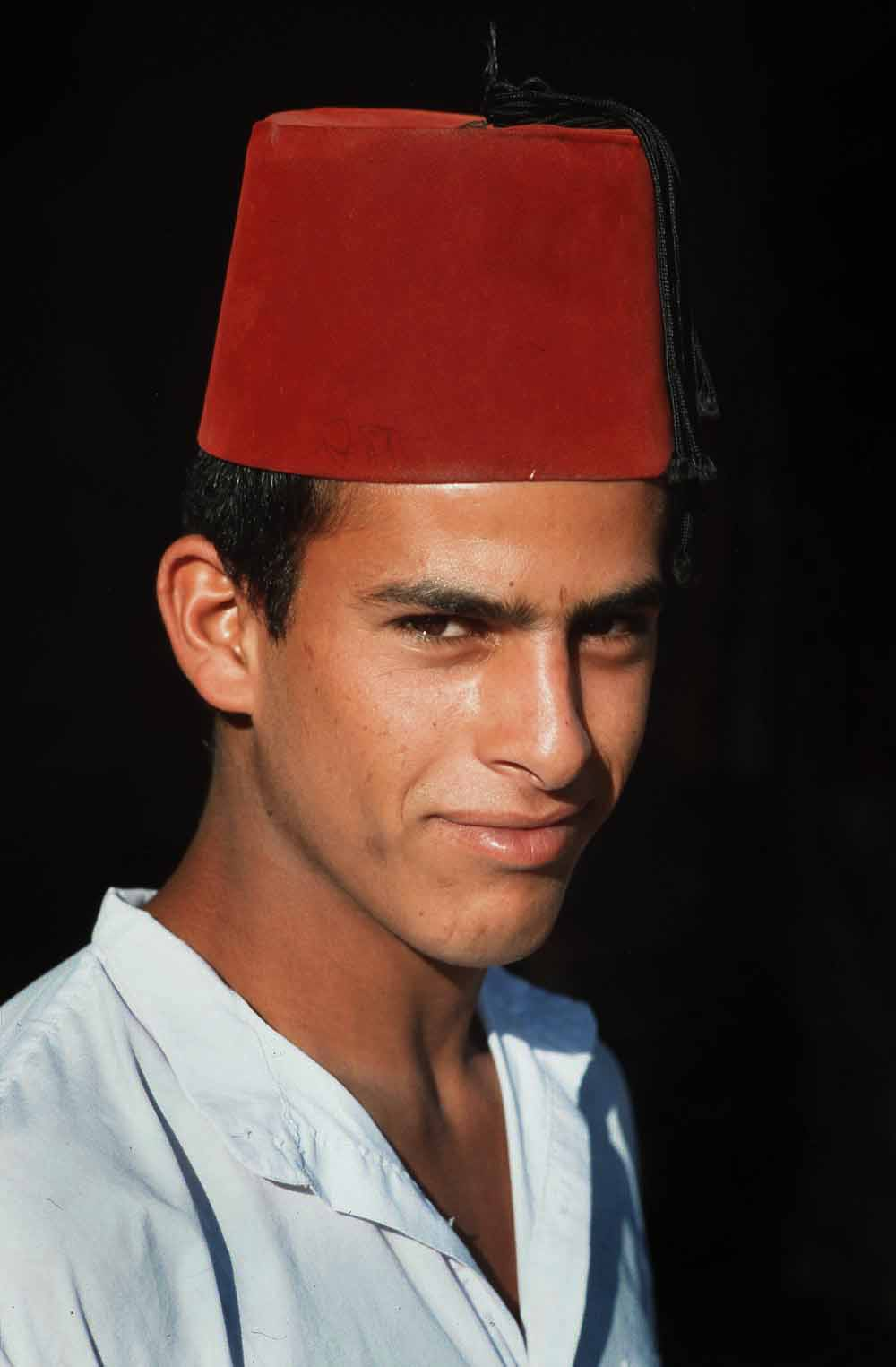
Jovem beduíno usando uma versão norte-africana do fez.

No judaísmo, os homens cobrem suas cabeças em reverência a Deus. Os acessórios de cabeça religiosos judaicos para homens incluem pequenos gorros de pano, chamados quipás ou yarmulkes. Alguns homens os usam o tempo todo, outros apenas na sinagoga. No judaísmo ortodoxo e hassídico, o quipá também pode ser adicionalmente coberto por chapéus como fedoras ou shtreimels. As mulheres judias casadas tradicionais cobrem seus cabelos de várias maneiras, como com lenços na cabeça, chamados tichels, redes de cabelo, shpitzels ou perucas, chamadas "sheitels", de acordo com os princípios e halacá de tzeniut.
Tradicionalmente, as mulheres cristãs são obrigadas a usar a cabeça coberta conforme ensinado em 1 Corinthians 11:2-16: (o mesmo texto ensina que os homens devem orar e adorar com a cabeça descoberta), que tem sido praticado desde o tempo da Igreja primitiva e continua a ser observado universalmente em certas denominações, como nas igrejas anabatistas conservadoras. O estilo da cabeça coberta varia de acordo com a região, embora a tradição apostólica da Igreja primitiva especifique que a cabeça coberta pelos cristãos deve ser observada com um "pano opaco, não com um véu de linho fino".
No que diz respeito ao clero cristão, o solidéu usado pelos hierarcas católicos romanos é um acessório de cabeça. Outras formas de acessórios de cabeça apostólicos incluem a mitra, o barrete, o chapéu de cardeal com borlas e a tiara papal. O clero cristão ortodoxo e os monásticos geralmente usam um skufia, um camelauco ou um klobuk. O termo chapéu vermelho, quando usado dentro da Igreja Católica Romana, refere-se à nomeação de um Cardeal, um "Príncipe da Igreja" sênior, que é membro do colégio eleitoral que escolhe o Papa. Ao ser nomeado cardeal, diz-se que recebeu o chapéu vermelho, ou barrete cardinalício. No luteranismo, muitos clérigos usam gorgeira e, no anglicanismo, o barrete de Canterbury é popular entre os pastores.
Homens da etnia Sikhs são obrigados a usar turbantes. Algumas mulheres sikhs também usam turbante; no entanto, não é um requisito para as mulheres sikhs. Os turbantes também são usados pelos muçulmanos, especialmente os muçulmanos xiitas, que consideram o uso do turbante como Sunnah Mu'akkadah (tradição confirmada).
No Islã, o hijab, ou lenço na cabeça, é usado pelas mulheres por ser considerado modesto. Os homens muçulmanos às vezes também usam um solidéu chamado "kufi" ou taqiyah, especialmente durante as orações. O arnês difere de cultura para cultura, e o arnês de alguns muçulmanos não está relacionado à sua religião, como os turbantes usados na Arábia Saudita. O doppa, originário do Cáucaso, é usado pelos tártaros de Kazan, uzbeques e uigures. Homens muçulmanos na Indonésia e na Malásia costumam usar um kopiah, mas seu uso é anterior à chegada do Islã na região.

O capacete de cetim preto chamado ou conhecido como "fenta" ou "topi" é um acessório de cabeça em forma de caixa de comprimidos, usada pelos zoroastrianos. É considerado por alguns na religião zoroastriana como sendo de vital importância espiritual. Antigamente, um quipá listrado de vermelho e branco em forma de pires era a marca registrada do zoroastriano.

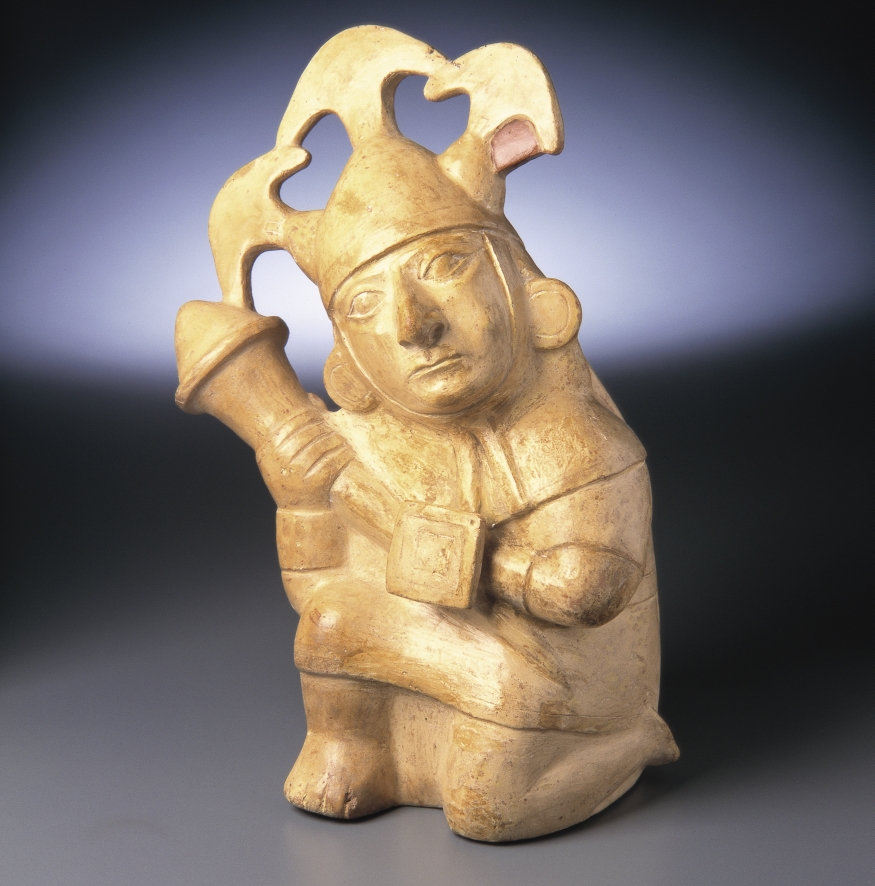
Vaso de cerâmica moche mostrando um guerreiro usando um acessório de cabeça (Peru).

Os sacerdotes budistas na China usam o bao-tzu (mais comumente conhecido como mao-tzu, 帽子Mandarin màozi), um solidéu clássico que se parece com o da tradição judaica. No Japão, ele tem mais a forma de uma caixa de remédios e é chamada de boshi (帽子). Embora não tenha significado eclesiástico, o solidéu budista denota algo sobre a posição do sacerdote na comunidade.

### Símbolo de status ou profissão

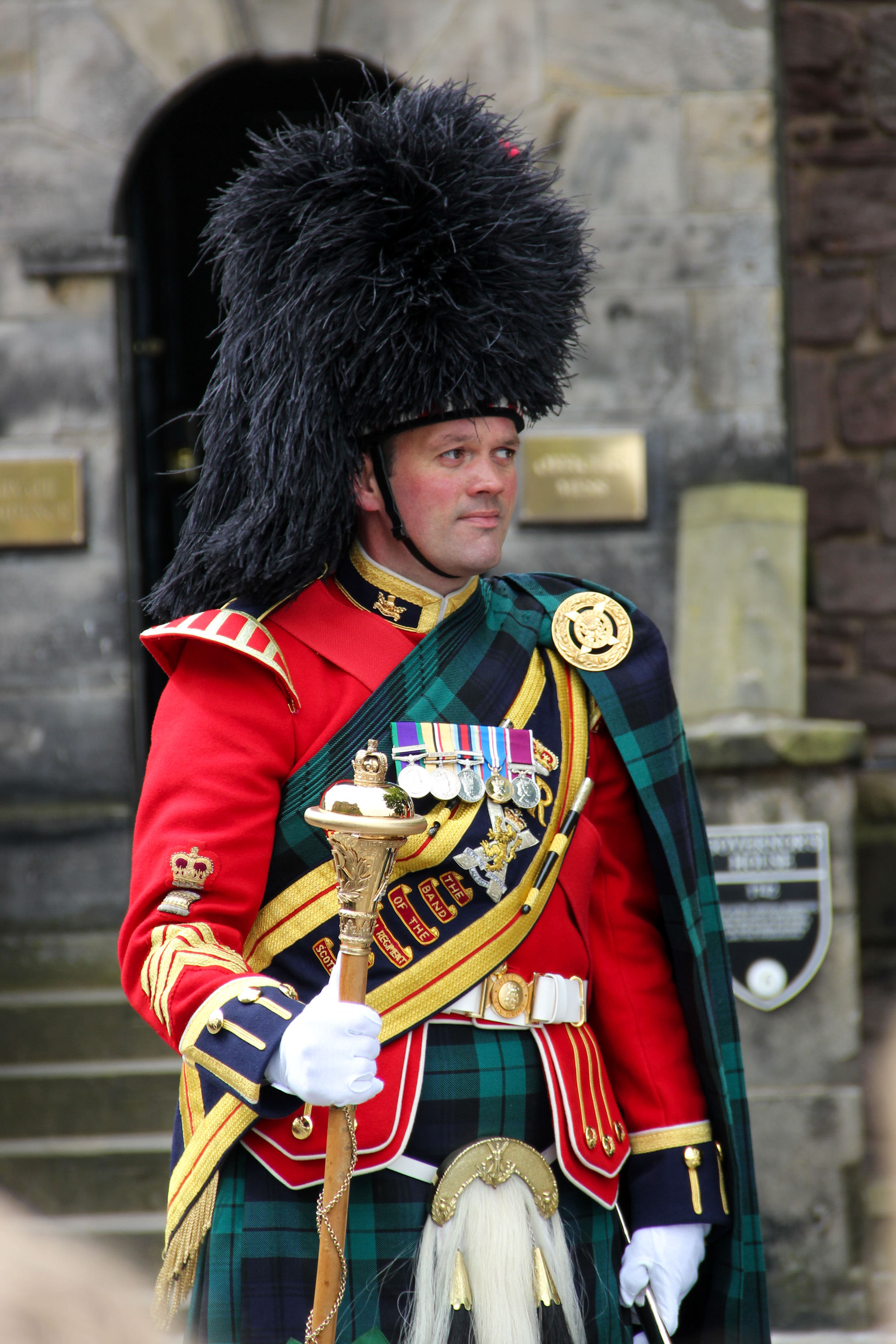
Regente da banda militar usando um gorro de penas

Chapéus como coroas e tiaras são usados em reconhecimento ao status nobre, especialmente entre a realeza. As perucas são usadas tradicionalmente por juízes e advogados das nações da Commonwealth.  Acessórios de cabeça com penas, como o gorro de guerra das culturas indígenas das planícies, são usados por vários povos indígenas norte-americanos e sul-americanos nativos.

## Tipos

### Capotas
Os gorros, usados por mulheres e meninas, eram chapéus usados ao ar livre, presos por um laço sob o queixo e, muitas vezes, com algum tipo de aba ou viseira. Alguns estilos de gorros tinham abas tão grandes que efetivamente impediam as mulheres de olhar para a direita ou para a esquerda sem virar a cabeça. Os gorros usados por homens e meninos geralmente se distinguem dos chapéus por serem macios e não terem aba - esse uso agora é raro (eles normalmente seriam chamados de bonés hoje, exceto na Escócia, onde o "coque" é comum tanto na vida civil quanto na Regimento Real da Escócia).

### Bonés
Os bonés geralmente são macios e geralmente não têm aba ou apenas uma aba (como em um boné de beisebol). Por muitos séculos, as mulheres usaram uma variedade de coberturas para a cabeça, chamadas de gorros. Por exemplo, nos séculos 18 e 19, um gorro era uma espécie de cobertura para a cabeça feita de um tecido fino como a musselina; era usado dentro de casa ou sob um gorro por mulheres casadas ou mulheres solteiras mais velhas que estavam "na prateleira" (por exemplo , boné da máfia ). Um ochipok faz parte do traje tradicional ucraniano.

### Coroas
Alguns acessórios para a cabeça, como a coroa, diadema e tiara, evoluíram para joias. Estes capacetes são usados como um símbolo de nobreza ou status real. Kokoshnik faz parte do traje tradicional russo, frequentemente usado pela nobreza.

### Diademas
Uma diadema é uma faixa redonda usada ao redor da cabeça e sobre o cabelo. Versões elaboradas e caras dessas eventualmente evoluíram para coroas, mas as diademas podiam ser feitos de faixas de tecido, couro, miçangas ou metal. As diademas são unissex e são especialmente predominantes em roupas arcaicas e renascentistas.

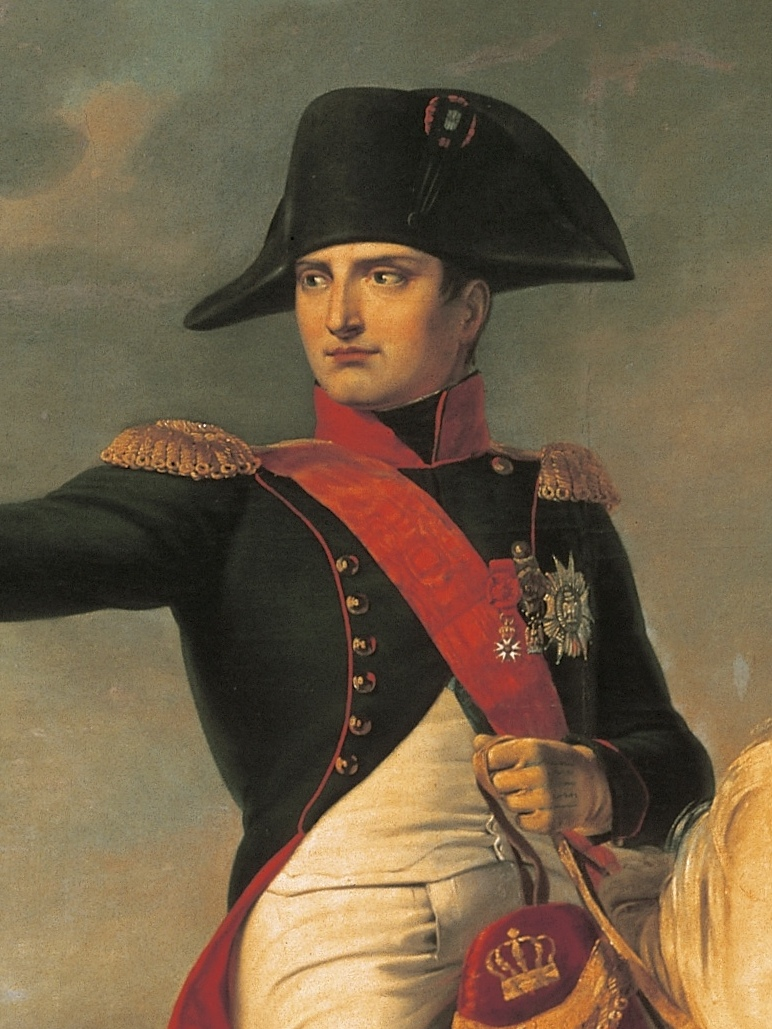
Napoleão Bonaparte em seu familiar chapéu bicorne

### Redes de cabelo
Redes de cabelo são usadas para evitar que cabelos soltos contaminem alimentos ou áreas de trabalho. É uma rede ou saco de tecido preso ou amarrado na parte de trás da cabeça de uma mulher para segurar o cabelo. Os lenços são usados para proteger o cabelo penteado ou mantê-lo arrumado. Toucas de banho e toucas de natação evitam que o cabelo fique molhado ou emaranhado durante a atividade.

### Chapéus
Os chapéus geralmente têm uma aba em toda a volta e podem ser colocados na cabeça ou presos com alfinetes (que são empurrados pelo chapéu e pelo cabelo). Dependendo do tipo de chapéu, eles podem ser usados por homens, por mulheres ou por ambos os sexos.

### Capacetes
Os capacetes são projetados para proteger a cabeça e, às vezes, o pescoço de ferimentos. Eles geralmente são rígidos e oferecem proteção contra golpes. Os capacetes são comumente usados em batalhas, em canteiros de obras e em muitos esportes de contato (mais comumente associados ao futebol americano). Na maior parte dos Estados Unidos, eles são exigidos por lei para qualquer pessoa que opere uma variedade de veículos, incluindo motocicletas e, às vezes, estendendo-se a bicicletas e skates.

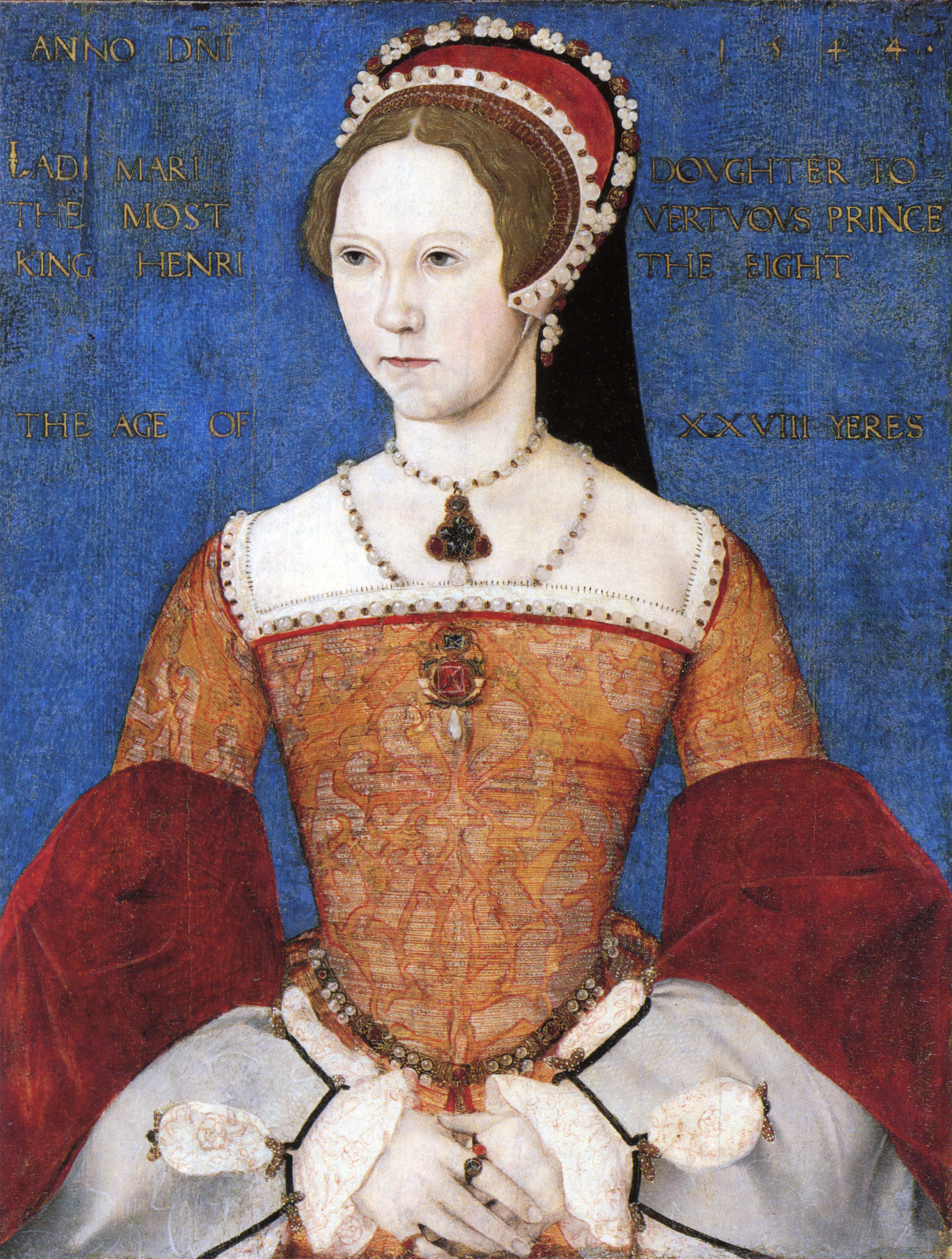
Rainha Mary I da Inglaterra vestindo um capuz francês

### Capuzes
Os capuzes modernos são geralmente coberturas de cabeça macias que são parte integrante de uma vestimenta maior, como um sobretudo, camisa ou capa.
Historicamente, os capuzes eram semelhantes aos capuzes modernos ou uma forma separada de acessório para cabeça. Na Europa medieval, os capuzes com capas curtas, chamados chaperons em francês, eram extremamente comuns e, posteriormente, evoluíram para chapéus elaborados e adaptáveis. Os capuzes femininos variavam de algo macio e justo a capuzes rígidos e estruturados (por exemplo, capuzes de duas águas, hennins ou capuzes franceses) ou coberturas muito grandes feitas de material sobre uma armação que as mulheres da moda usavam sobre perucas altas ou penteados para protegê-los dos elementos (por exemplo, calash).

### Máscaras
Uma máscara é usada sobre parte ou todo o rosto, frequentemente para disfarçar o usuário, mas às vezes para proteger o rosto. As máscaras costumam ser usadas por prazer para disfarçar o usuário em festas à fantasia, bailes de máscaras, durante o Halloween ou outros festivais, ou como parte de uma apresentação artística. Eles também podem ser usados por criminosos para impedir o reconhecimento ou como camuflagem enquanto cometem um crime. As máscaras que protegem fisicamente o usuário variam em design, desde barras de proteção no rosto, no caso de goleiros de hóquei no gelo, até invólucros faciais que purificam ou controlam o suprimento de ar do usuário, como nas máscaras de gás.

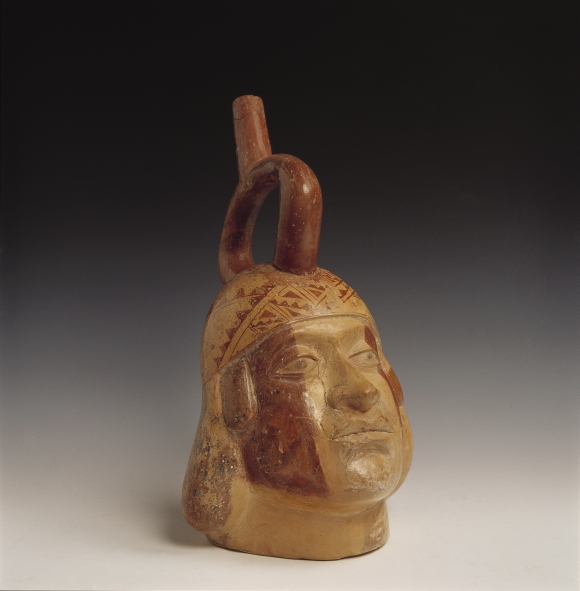
Vaso de cerâmica moche representando homem de turbante. Museu Larco, Peru

### Turbantes
Os turbantes são acessórios para cabeça, principalmente para homens, feitos de uma única peça de pano que é enrolada na cabeça em uma grande variedade de estilos. Turbante é a palavra mais conhecida em inglês para uma grande categoria de acessórios para cabeça e bandagens de cabeça em geral tradicionalmente usadas em muitas partes do mundo. Em todo o mundo, os sikhs usam um turbante como acessório religioso.
Os turbantes para mulheres são uma escolha popular durante o tratamento quimioterápico como alternativa a perucas, chapéus, lenços e bandanas. As mulheres sikhs também usam turbantes como prática religiosa. Os turbantes femininos confeccionados em tecidos naturais são confortáveis e funcionais. O livreto de cuidados com o câncer de mama, câncer de mama e queda de cabelo, sugere: "Você pode querer usar um chapéu macio ou turbante na cama para recolher os cabelos soltos."

### Véus e lenços de cabeça

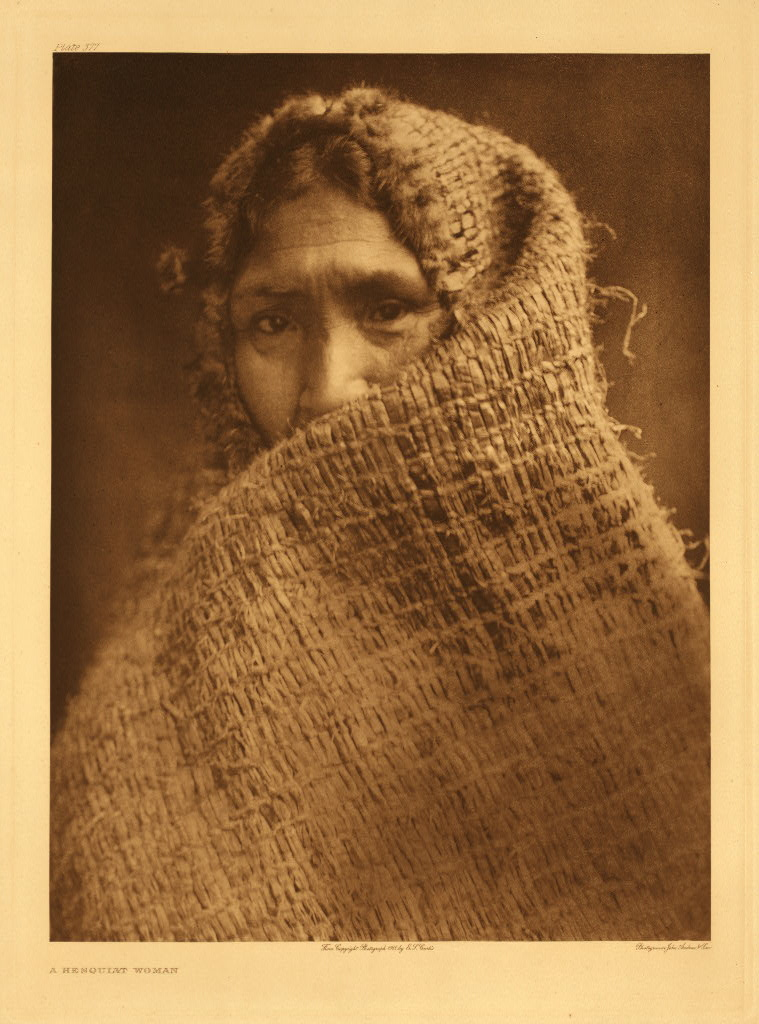
Uma mulher Hesquiat velada em um xale

Um véu é um pedaço de tecido transparente que cobre todo ou parte do rosto. Durante séculos, as mulheres cobriram o cabelo, pescoço, orelhas, queixo e partes do rosto com tecido. Cada cultura criou envoltórios de cabeça elaborados para mulheres e homens usando um xale, lenço ou véu. Práticas muito elaboradas de uso do véu são comuns no Islã, na África e na Europa Oriental. As mulheres que não cobrem a cabeça regularmente costumam usar véu em cerimônias tradicionais de casamento e funeral.

### Perucas
Perucas são enfeites de cabeça feitos de cabelo natural ou sintético, que podem ser usados para disfarçar calvície ou cabelos finos, ou como parte de uma fantasia. Uma peruca pode ser usada por um homem para cobrir a calvície parcial. Na maioria das nações da Commonwealth, perucas especiais também são usadas por advogados, juízes e certos funcionários parlamentares como símbolo do cargo.

### Tipos específicos de cultura

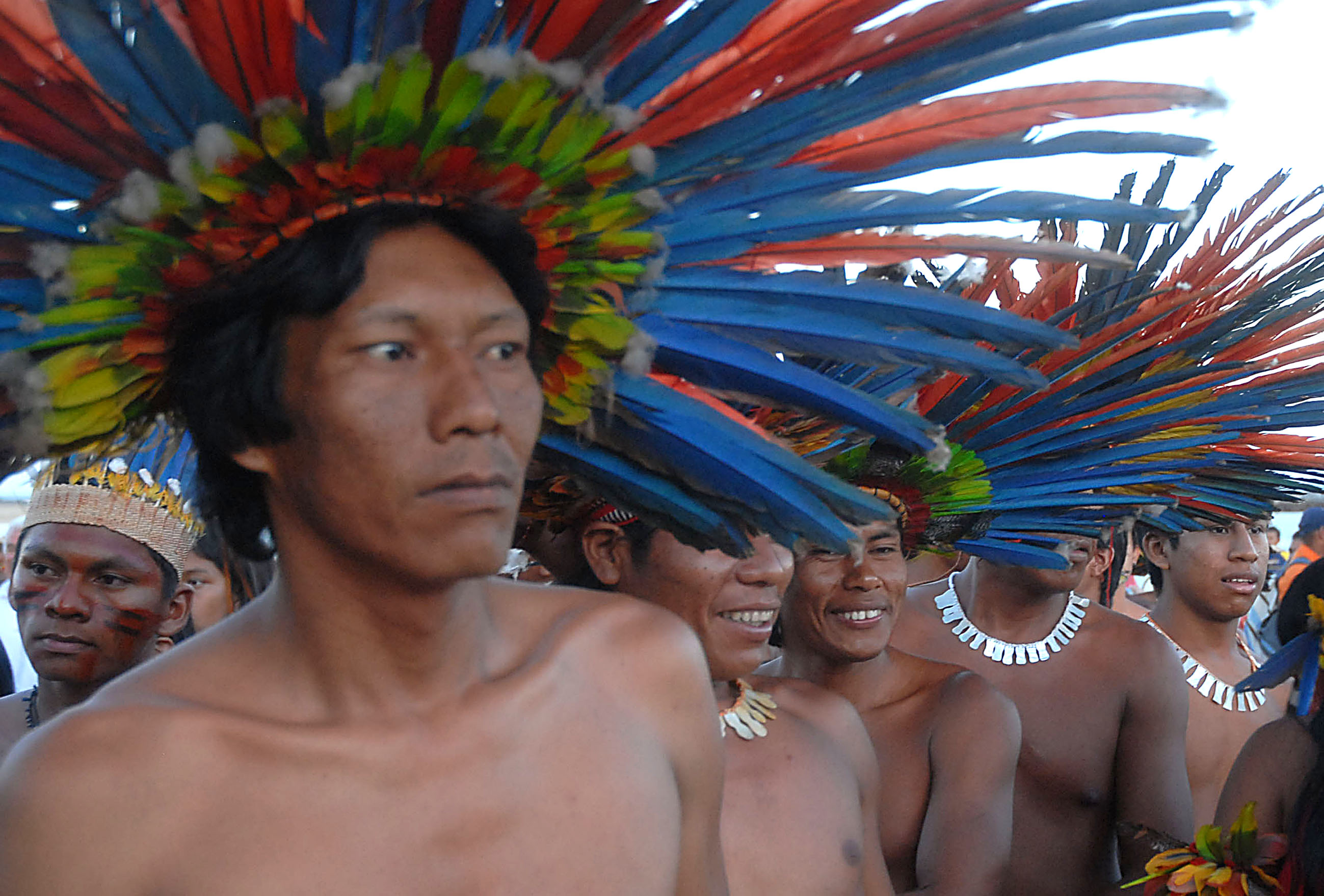
Homens índios Bororo, Mato Grosso, Brasil
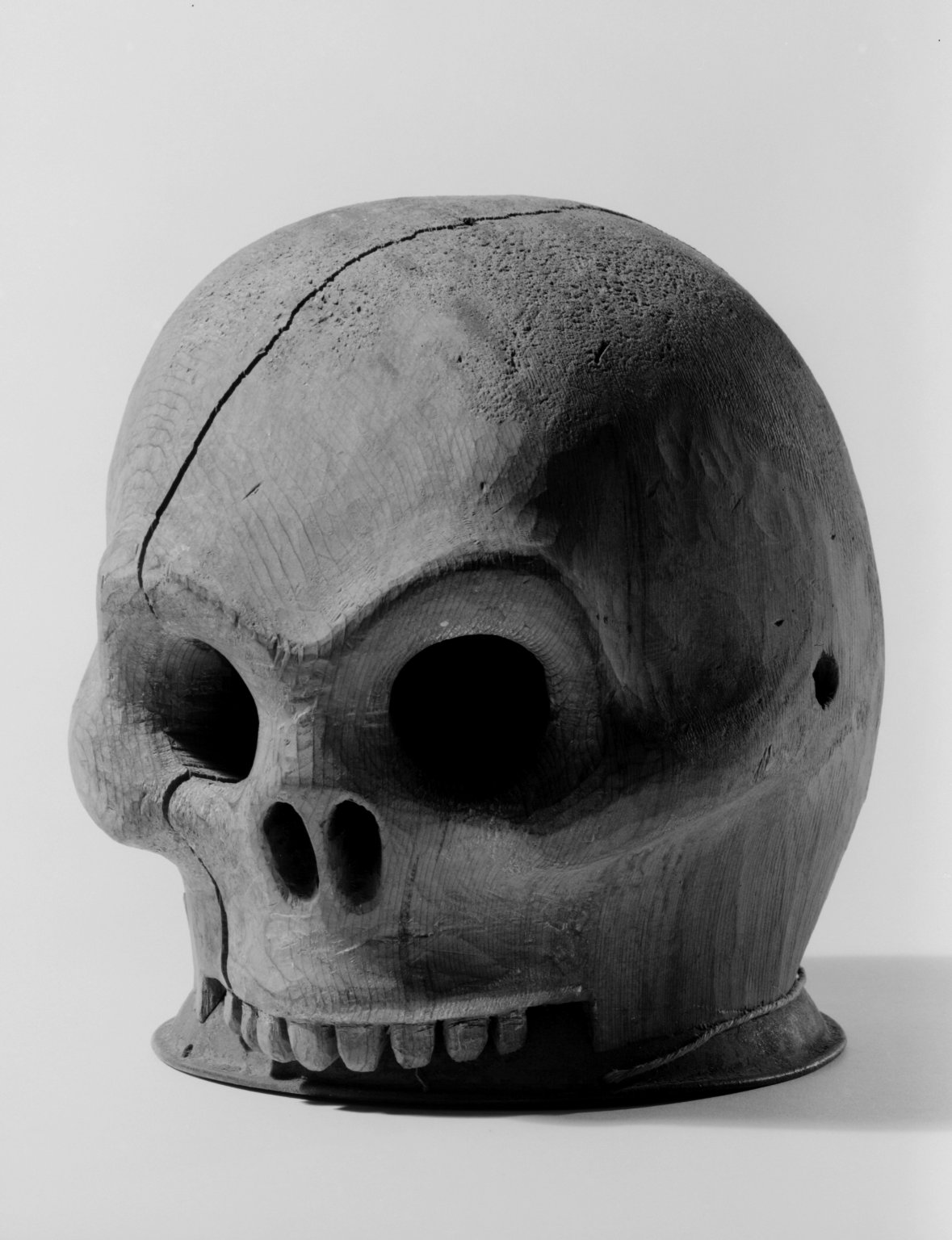
Cocar de caveira de madeira Tsimshian (nativo americano), final do século XIX

#### Dhari
O dhari, também escrito dhoeri, é um cocar distintivo usado pelos homens das Ilhas do Estreito de Torres, que ficam no Estreito de Torres, entre a Austrália e Papua Nova Guiné, para apresentações de dança ou cerimônias culturais. É tradicionalmente feito com uma carapaça de pérola ou casco de tartaruga no meio e decorado com penas brancas, tradicionalmente da fragata ou pombo do Estreito de Torres, embora agora feito com uma variedade de materiais. A cabeça é frequentemente sacudida para produzir um efeito cintilante durante a dança. Dhari, a palavra usada nas ilhas orientais do estreito, é a palavra Meriam Mir para "cocar". Nas ilhas centrais e ocidentais, é conhecido como dhoeri, na língua Kala Lagaw Ya dessas ilhas.
O dhari é hoje um símbolo poderoso para o povo da Ilha do Estreito de Torres, e usado na Bandeira da Ilha do Estreito de Torres. Artistas da Ilha do Estreito de Torres, como Alick Tipoti e Ken Thaiday Snr, criam dhari como obras de arte.

#### Gorro de guerra
Os gorros de guerra, que geralmente incluem uma série de penas, são usados principalmente por homens em várias culturas indígenas das planícies nos Estados Unidos. Eles estão ligados a status, cultura e cerimônia, e devem ser dados como presente em sinal de respeito ao receptor.

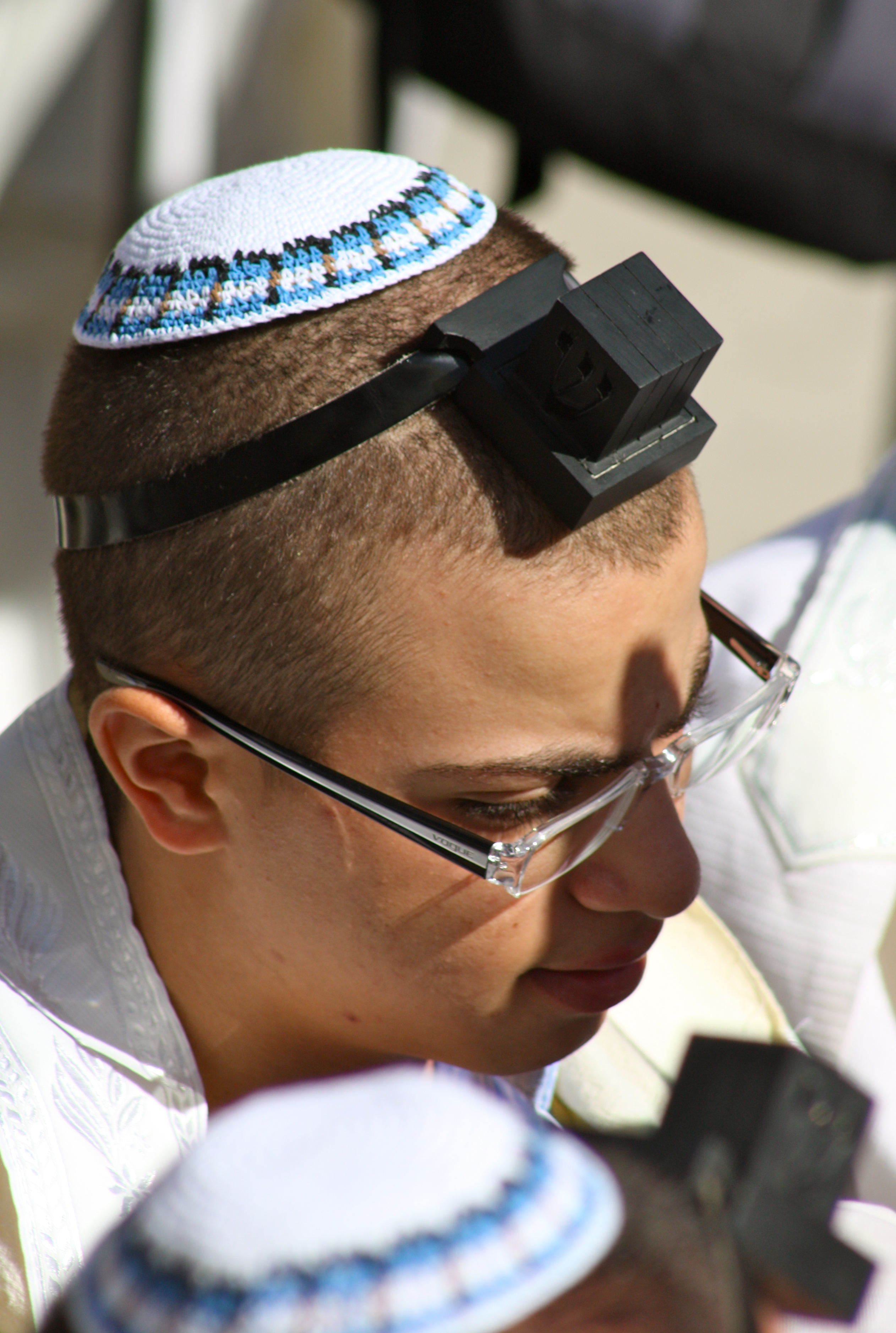
Homem vestindo um Quipá e um Tefilin.

## Etiqueta
Na cultura ocidental derivada da tradição cristã, tirar o chapéu é um sinal de respeito, principalmente em ambientes fechados, tornando-se mais aberto, humilde ou vulnerável, assim como se curvar ou se ajoelhar. Isso é como se dissesse: "Reconheço que você é mais poderoso do que eu. Torno-me vulnerável para mostrar que não represento uma ameaça para você e o respeito". Os chapéus dos homens são removidos na Igreja, e não removê-los geralmente é desaprovado. As mulheres, no entanto, são obrigadas a usar um chapéu para cobrir a cabeça em algumas igrejas com base em 1 Coríntios 11:5.
Na tradição judaica, a ideia inversa também mostra respeito pela autoridade superior de Deus. Usar um kipá ou quipá significa que o usuário está reconhecendo o vasto abismo de poder, sabedoria e autoridade que separa Deus da humanidade. É um sinal de humildade usar um quipá. Existe uma frase que explica isso, dizendo que "há sempre algo acima" daquele que está usando um kipá, ajudando a lembrar que um é humano e Deus é infinito. Uma citação talmúdica fala de um homem justo que "não andaria (seis pés) com a cabeça descoberta, o (espírito de Deus) está sempre acima dele". Os judeus também podem usar um chapéu de pele ou um chapéu preto com aba. Na etiqueta islâmica, o uso de acessório de cabeça, tradicionalmente o taqiyah (boné), é permitido ao fazer orações em uma mesquita.